# Темеш (балка)
Темє́ш (крим. Temeş), також Куя́н-Джилга́ (крим. Quyan Cılğa) — маловодна балка (річка) в Україні, у Євпаторійському районі Автономної Республіки Крим, на Кримському півострові (басейн Сасик).

## Опис
Довжина балки 33 км, площа басейну водозбору 97,7 км², найкоротша відстань між витоком і гирлом — 17,28 км, коефіцієнт звивистості річки — 1,91. Формується декількома багатьма безіменними балками (струмками) та загатами.

## Розташування
Бере початок на південно-східній околиці села Кримське (до 1945 року — Авель; крим. Avel). Тече переважно на південний захід через село Шовковичне (попередня назва — Геріданк, до 1945 року — Темеш; крим. Temeş)  і на південно-західній стороні від села Гаршине (до 1945 року — Биюк-Актачи; крим. Büyük Aqtaçı)  впадає у озеро Сасик.
Населені пункти вздовж берегової смуги: Куликівка (до 1945 року — Кучук-Актачи; крим. Küçük Aqtaçı).

## Цікаві факти
- На південному боці від гирла річки на відстані приблизно 5,55 км пролягає автошлях Р25[4] (автомобільний шлях регіонального значення на території України, Сімферополь — Євпаторія.).